# 東濃鉄道キハ1形気動車
東濃鉄道キハ1形気動車（とうのうてつどうキハ1がたきどうしゃ）は、かつて東濃鉄道駄知線・笠原線で使用されていたガソリンカーである。
2両存在したが、経歴は全く異なる車両である。駄知鉄道キハ1形と笠原鉄道キハ1形を東濃鉄道が形式統合したものであり、キハ1は笠原鉄道キハ1形キハ1、キハ2は駄知鉄道キハ1形キハ1を前身とする。どちらも二軸単車のガソリンカーである。

## キハ1

### 概要
笠原鉄道が1936年（昭和11年）に新製した半鋼製日本車輌製造製のガソリンカーキハ1形キハ1で、笠原鉄道唯一のガソリンカーであった。片側には鮮魚台（バケット）が設置されている。ガソリンエンジンはフォードV型8気筒（40.3kw）を搭載していた。
戦時中はガソリン不足のため客車として使用され、蒸気機関車（1形1・2、後の笠1形笠1・笠2）に牽引されていた。1944年（昭和19年）に東濃鉄道が発足すると、同社のキハ1形キハ1となる。
戦後はガソリンカーとして復活したが、1950年（昭和25年）に駄知線が電化されると、駄知線で運用されていた気動車が笠原線に転籍になり運用機会が減少し、1961年（昭和36年）4月に廃車となった。

### 主要諸元
- 全長：8,180mm
- 全幅：2,642mm
- 全高：3,390mm
- 自重：6.9t
- 定員：40名（座席20名）
- 走行装置
  - 機関：フォードV6　40.3kw/200rpm
  - 変速機：機械式

## キハ2

### 概要
駄知鉄道が1929年（昭和4年）に新製した松井自動車工作所製の木製ガソリンカー、ジハ1形ジハ1である。故障などが多く、一説では入線して間もない頃に、ガソリンの引火で車体が全焼、1930年（昭和5年）に車体を新製したという。この車体新製時に片側には鮮魚台（バケット）が設置されている。
ガソリンエンジンはウィスコンシンのエンジンであったが、1932年（昭和7年）にエンジンが破損。ウォーケシャVKに換装している。このころにキハ1形に改称したという。
戦時中はガソリン不足のため客車として使用され、蒸気機関車（1形1・2）に牽引されていた。1944年（昭和19年）の東濃鉄道発足時にキハ1形キハ2となる。
戦後はガソリンカーとして復活し、1949年（昭和24年）に予備車として笠原線に転籍。旧型のため運用機会が減少し、1961年4月にキハ1とともに廃車となる。

### 主要諸元
- 全長：8,260mm
- 全幅：2,644mm
- 全高：3,212mm
- 自重：8.0t
- 定員：40名（座席20名）
- 走行装置
  - 機関：ウォーケンシャVK 32.8kw/1400rpm
  - 変速機：機械式